# Dead Man Talking
Dead Man Talking è un film del 2012 diretto da Patrick Ridremont.
La pellicola è il frutto di una coproduzione internazionale tra Belgio, Francia e Lussemburgo. Il ruolo principale è interpretato dallo stesso Ridremont, affiancato da François Berléand, Virginie Efira e Christian Marin.
Il film ha ottenuto otto candidature ai Premi Magritte 2013, tra cui miglior film e miglior regia per Ridremont, vincendo come migliore opera prima.

## Trama
William è un condannato a morte, abbandonato dalla famiglia e dalle istituzioni al suo destino. Giunto il momento dell'esecuzione si abbandona ad un lunghissimo discorso di addio alla vita.

## Riconoscimenti
- 2013 – Premio Magritte
  - Migliore opera prima a Patrick Ridremont
  - Migliore scenografia a Alina Santos
  - Candidato a miglior film
  - Candidato a miglior regista a Patrick Ridremont
  - Candidato a migliore sceneggiatura a Patrick Ridremont e Jean-Sébastien Lopez
  - Candidato a miglior attore non protagonista a Jean-Luc Couchard e Denis Mpunga
  - Candidato a migliore promessa femminile a Pauline Burlet
  - Candidato a migliore fotografia a Danny Elsen
- 2014 – Premio César
  - Candidato a miglior film straniero
- 2014 – Premio Lumière
  - Candidato a miglior film francofono